# Guzmania megastachya
Espèce
Guzmania megastachya est une espèce de la famille des Bromeliaceae. L'aire de répartition naturelle de cette espèce s'étend des Petites Antilles à Tobago. C'est une épiphyte qui pousse principalement dans le biome tropical humide..

## Description
Guzmania megastachya est une espèce épiphyte. Elle présente un scape robuste, dressé, au moins aussi long que les feuilles. Ses branches sont couvertes par les bractées. Les feuilles sont bien vertes, souvent dressées ou légèrement étalées pour celles qui sont à l'extérieur.

## Répartition et habitat
Guzmania megastachya est endémique des Petites Antilles: Montserrat, Guadeloupe, Dominique, Martinique, Sainte Lucie, Saint-Vincent, Grenade et Tobago. Elle pousse dans les forêts de transition et fourrés arbustifs montagnards. Elle est souvent associée à Guzmania dussii, dont les feuilles sont plus coriaces et dont les bractées sont souvent lavées de pourpre.

## Systématique
Le nom correct complet (avec auteur) de ce taxon est Guzmania megastachya (Baker) Mez.
L'espèce a été initialement classée dans le genre Tillandsia sous le basionyme Tillandsia megastachya Baker.
Guzmania megastachya a pour synonymes :
- Guzmania magna (Baker f.) Mez
- Tillandsia dominicensis
- Tillandsia foliosa Griseb.
- Tillandsia magna Baker
- Tillandsia megastachya Baker

### Étymologie
Le nom de genre Guzmania est dédié à Anastsio Guzman, pharmacien et naturaliste espagnol. 
L'épithète spécifique megastachya vient du grec mégas « grand » et stakhus « épi ».